# Acalolepta itzingeri
Acalolepta itzingeri es una especie de escarabajo longicornio del género Acalolepta, tribu Monochamini, subfamilia Lamiinae. Fue descrita científicamente por Breuning en 1935.
Se distribuye por Indonesia. Mide aproximadamente 26 milímetros de longitud.